# Rafa Nasiri
 (septembre 2010).
Si vous disposez d'ouvrages ou d'articles de référence ou si vous connaissez des sites web de qualité traitant du thème abordé ici, merci de compléter l'article en donnant les références utiles à sa vérifiabilité et en les liant à la section « Notes et références ».
Rafa Nasiri est un peintre irakien né à Tikrit en 1940 et mort le 7 décembre 2013. Son épouse est May Muzaffar, écrivain, poète et critique d'art.

## Biographie
En 1956, Rafa Nasiri entre à l'Institut des beaux-arts de Bagdad. En 1959, il entre à l'Académie centrale des beaux-arts de Pékin, en Chine, où il se spécialise dans la gravure sur bois.
En 1963, il expose pour la première fois à Hong Kong, puis retourne à Bagdad, où il enseigne à l'institut des Beaux-Arts de Bagdad. Sa période artistique est alors dominée par le réalisme. Puis de 1967 à 1969, il habite au Portugal où il travaille à la Gravura de Lisbonne. C'est le début de sa période abstraite, et il introduit des lettres d'alphabet arabe dans ses compositions. En 1969, il revient à Bagdad, qu'il quitte pour la Jordanie en 1991.
Entre 1964 et 2003, il enseigne l'art graphique et le graphic design en Irak, en Jordanie et à Bahreïn. À partir de 1989, il entre dans une période d'abstraction totale.

## Expositions
Rafa Nasiri est un artiste mondialement connu. À côté de très nombreuses expositions personnelles partout dans le monde, il a participé, de 1965 à 2009, à un très grand nombre d'expositions collectives arabes (Bagdad, Koweït, Beyrouth, Casablanca, Damas, Manama, Amman, etc.)[réf. nécessaire], ou internationales (Berlin, Lisbonne, Londres, Paris, New Delhi, Varsovie, Séoul, São Paulo, Genève, etc.)[réf. nécessaire].

## Prix internationaux
Il a fait partie de plusieurs jurys pour l'attribution de prix artistiques, et a obtenu lui-même de nombreux prix internationaux[réf. nécessaire] :
- Internationale Sommerakademie für Bildende Kunst, à Salzbourg
- Festival international de la peinture, à Cagnes-sur-Mer
- Norwegian International Print Bienale, à Fredrikstad
- Intergrafik Biennale of engaged Graphic Art, à Berlin

## Portfolios
Il a réalisé plusieurs portfolios (Variation on the Horizon en 1980, Beyond the Horizon en 1982, The Oriental Quintet en 1989, Homage to Baghdad en 1989, The Oriental Quintet II en 1994, Homage to Al-Mutanabi en 2006, From That Distant Land en 2007, et A library Set on Fire en 2007)[réf. nécessaire].
Il a publié deux livres en langue arabe sur l'art[réf. nécessaire].
Sa dernière œuvre est un livre d'artiste, produit à 10 exemplaires (numérotés de 1 à 10)[Combien ?], sur un poème de Mahmoud Darwich : Pour décrire les fleurs d'amandier, Amman, 2009.

## Œuvres
Des œuvres de Rafa Nasiri se trouvent au musée d'art moderne de Bagdad, au musée des beaux-arts d'Amman, à l'Institut du monde arabe de Paris, à la fondation Calouste-Gulbenkian de Lisbonne, au musée Reina Sofía de Madrid, à la Biennale de São Paulo, à la collection de Fredrikstad, et au British Museum.